# Astragalus cavanillesii
Astragalus cavanillesii là một loài rau đậu thuộc họ Fabaceae.
Loài này chỉ có ở Tây Ban Nha.
Môi trường sống tự nhiên của chúng là thảm cây bụi kiểu Địa Trung Hải.
Chúng hiện đang bị đe dọa vì mất môi trường sống.